# 倉田邦房
倉田 邦房（くらた くにふさ、1960年8月3日 - ）は、愛知県安城市出身の元プロ野球選手（投手）。

## 来歴・人物
岡崎工業高では、エースとして1978年夏の県大会準決勝に進むが、栗岡英智のいた中京高に敗退。
高校卒業後は、社会人野球の大昭和製紙に入社。1981年の都市対抗野球に出場。2回戦では先発するが日本通運に敗れる。チームメートに上川誠二がいた。
1981年のプロ野球ドラフト会議で中日ドラゴンズから3位指名を受け入団。チームメイトの上川もドラフト外で中日に入団した。
1984年には主に中継ぎとして24試合に起用され、8月には初先発も果たす。しかし、その後は登板機会に恵まれずに1986年限りで現役を引退。
引退後は佐川急便軟式野球部監督を2000年から2005年まで6年間にわたって務め、現在は中日OB北村俊介主宰のKS野球塾スタッフ。

## 詳細情報

### 年度別投手成績
| 年 度    | 球 団    | 登 板 | 先 発 | 完 投 | 完 封 | 無 四 球 | 勝 利 | 敗 戦 | セ 丨 ブ | ホ 丨 ル ド | 勝 率 | 打 者 | 投 球 回 | 被 安 打 | 被 本 塁 打 | 与 四 球 | 敬 遠 | 与 死 球 | 奪 三 振 | 暴 投 | ボ 丨 ク | 失 点 | 自 責 点 | 防 御 率 | W H I P |
| -------- | -------- | ----- | ----- | ----- | ----- | -------- | ----- | ----- | -------- | ----------- | ----- | ----- | -------- | -------- | ----------- | -------- | ----- | -------- | -------- | ----- | -------- | ----- | -------- | -------- | ------- |
| 1984     | 中日     | 24    | 1     | 0     | 0     | 0        | 2     | 0     | 0        | --          | 1.000 | 157   | 37.1     | 32       | 6           | 17       | 2     | 0        | 20       | 1     | 0        | 16    | 16       | 3.86     | 1.31    |
| NPB：1年 | NPB：1年 | 24    | 1     | 0     | 0     | 0        | 2     | 0     | 0        | --          | 1.000 | 157   | 37.1     | 32       | 6           | 17       | 2     | 0        | 20       | 1     | 0        | 16    | 16       | 3.86     | 1.31    |

### 記録
- 初登板　1984年6月19日 対ヤクルトスワローズ11回戦（浜松球場）3-7 4番手として7回より登板、2回無失点
- 初勝利　1984年6月29日 対大洋ホエールズ12回戦（横浜スタジアム）22-9 5番手として6回より登板、4回無失点
- 初先発　1984年8月7日 対大洋ホエールズ17回戦（横浜スタジアム）4回を1失点

### 背番号
- 47 （1982年 - 1986年）